# 3601 Velikhov
A 3601 Velikhov (ideiglenes jelöléssel 1979 SP9) egy kisbolygó a Naprendszerben. Nyikolaj Sztyepanovics Csernih fedezte fel 1979. szeptember 22-én.